# Tezej
Tezej (grč. Θησεύς, Thêseús) u grčkoj mitologiji legendarni je atenski kralj; Etrin i Posejdonov/Egejov sin. 

## Etimologija
Tezejovo ime dolazi od istog korijena kao i grčka riječ θεσμός, thesmós = "institucija", "organizacija". Naime, on je bio odgovoran za synoikismos ("zajednički život"), ujedinjavanje Grka.

## Karakteristike
Tezej je jedan od najvećih junaka grčkih mitova i s pravom se svrstava odmah uz Herakla. Proslavio se mnoštvom sličnih djela, bio mu je ravan hrabrošću i junaštvom i njegov vjerni prijatelj. Često je ratovao na njegovoj strani protiv zajedničkog neprijatelja. 
Kao Jonjanin, svojim prijateljstvom s Doraninom Heraklom simbolizirao je jedinstvo Grka, i grčki su umjetnici to rado napominjali svojim zemljacima, posebno političarima iz gradova-država koje su postale jedne drugima neprijatelji. Od brojnih primjera dovoljno je spomenuti samo Fidijin reljef s prizorima iz Tezejove i Heraklove zajedničke borbe protiv Amazonki, koji je krasio prijestolje Zeusova kipa u Olimpiji, četvrtog od sedam svjetskih čuda.

## Mitologija

### Rođenje
Egej, jedan od prvih atenskih kraljeva, oženio se Etrom. Na njihovu prvu bračnu noć, Etra je pobjegla morem do otoka gdje je spavala s Posejdonom. Mješavina Egejova i Posejdonova sjemena dala je Tezeju božanske i smrtne karakteristike. Kad je Etra zatrudnjela, Egej se odlučio vratiti u Atenu. Ali prije nego što je otišao, zakopao je svoje sandale i mač ispod velika kamena. Etri je rekao da bi jednog dana njihov sin trebao sam pomaknuti kamen, a ako bi bio veliki junak, uzeo bi oružje za sebe, kao dokaz svoga kraljevskoga roda. U Ateni je Egej bio s Medejom koja je pobjegla iz Korinta nakon što je ubila Jazonovu i svoju djecu zbog ljubomore.

### Šest razbojnika
Tezej je bio odgojen u majčinu rodnome kraju. Kad je odrastao, pomaknuo je kamen i otkrio oružje. Majka mu je rekla istinu o identitetu njegova oca te da mora odnijeti oružje svome ocu i tražiti svoje pravo. Da bi stigao do Atene, Tezej je mogao ići morem, sigurnijim putem, ili pak kopnom, opasnijim putem. Tezej je odlučio ići kopnenim putem. Na njemu je postojao opasan put do Saronskog zaljeva gdje je susreo niz od šest ulaza u podzemni svijet, a sve su ulaze čuvali opasni razbojnici.
- U Epidauru, Apolonovu i Asklepijevu svetištu, Tezej je naišao na Perifeta, Hefestova sina. Perifet je bio hrom poput svoga oca, imao je moćne ruke i ogromno tijelo. Bio je grozan, svakog je putnika ubio svojom željeznom palicom. Tezej ga je lako pobijedio, a kao znak te pobjede uzeo je sa sobom njegovu palicu.

- Kod Istmanskog zaljeva Tezej se našao u šumi posvećenoj bogu Posejdonu. Ondje je susreo Sinida, savijača borova. On bi putnike podvrgao mukama - savio bi dva bora da im se vrhovi dodiruju, privezao putnika za borove i pustio ih. Borovi bi se velikom silom ispravili i rastrgali putnikovo tijelo. Tezej je dohvatio oba bora rukama, privezao Sinida za njih i ubio ga na isti način kao što je i on svoje žrtve. U tom je kraju Tezej ustanovio istamske igre kao znak svoje pobjede.

- Tezej je stigao u Kromion gdje je ubio ogromnu svinju Feju, Tifonova i Ehidnina potomka, zato što su ga to zamolili sami stanovnici. Tezej je sustigao svinju i probo je svojim mačem.

- Na granici s Megarom, Tezej se susreo s razbojnikom Skironom. On bi putnike natjerao da mu operu noge. Kad bi se tkogod sagnuo da to učini, Skiron bi ga udario nogom i zbacio sa stijene u more gdje bi se putnici ubili o oštrome stijenju ili bi ih pojela čudovišna kornjača. Kad ga je Skiron htio gurnuti, Tezej je njega uhvatio za nogu i bacio ga u more.

- Kod Eleuzine Tezej se morao boriti s Kerkionom. On bi putnike izazvao na hrvanje, a potom bi ih ubio. Tezej ga je uhvatio rukama i stegnuo te ga tako ubio, a ujedno i oslobodio njegovu kćer Alopu, a vlast predao Alopinu i Posejdonovu sinu Hipotontu.

- Tezej je zatim stigao do razbojnika Damasta kojeg su nazivali Prokrust ("istezač"). On je imao krevet na koji bi polegao svoju žrtvu. Ako bi krevet bio prevelik, Prokrust bi putnika rastezao sve dok mu noge ne bi dotakle rub, a ako je bio prekratak, odrezao bi mu noge. Tezej ga je svladao i polegao na krevet. Budući da je bio div, ležaj mu je bio prekratak te ga je Tezej ubio onako kako je on ubijao svoje žrtve.

Nakon tih podviga, Tezej nije htio ući u Atenu okaljan krvlju svojih žrtava. Molio je Filatide da ga očiste na Zeusovu oltaru. Filatide su mu ispunile molbu i očistile ga od prolivene krvi te je krenuo u Atenu svome ocu Egeju.

### Medeja i maratonski bik
Kad je Tezej stigao u Atenu, nije se odmah razotkrio. Dočekao ga je Egej zajedno sa svojom ženom Medejom koja ga je odmah prepoznala. Brinula se da će on preuzeti prijestolje umjesto njezina sina Meda. Pokušala je izazvati Tezejovu smrt tražeći ga da uhvati maratonskog bika, simbola kretske moći.
Na putu za Maraton, Tezej se sklonio od oluje u kolibu starice zvane Hekala. Ona se zavjetovala Zeusu da će prinijeti žrtvu ako uspije uhvatiti bika. Tezej je to i učinio, ali kad se vratio u kolibu, ona je već bila umrla. U njezinu je čast osnovao provinciju, demu koja je nosila njezino ime.
Kad se pobjedonosno vratio u Atenu da žrtvuje bika, Medeja ga je pokušala otrovati davši mu pehar otrovanog vina. No, u posljednjem je trenutku Egej prepoznao svoje sandale, štit i oružje te mu je izmaknuo pehar iz ruku. Otac i sin tako su ponovno sretno združeni.

### Minotaur
Androgeja, Minosova sina, ubili su Atenjani, ljubomorni na njegove pobjede na Panatenskom festivalu, Egejovim igrama, gdje je svaki put pobijedio. Druga inačica mita govori da ga je ubio kretski bik na Maratonu, na Egejovu zapovijed. Da bi osvetio sinovu smrt, Minos je zaratio s Atenom. Zahtijevao je da se sedam atenskih djevojaka i mladića (izabranih izvlačenjem slamki) žrtvuje Minotauru svakih devet godina (ili prema nekim izvorima svake godine; prema kretskoj astronomiji, pun je Mjesec bio u ekvinociju svakih osam godina). Kad se treće žrtvovanje bližilo, Tezej se dobrovoljno javio da će ubiti čudovište. Obećao je svome ocu Egeju da će postaviti bijela jedra ako pohod bude uspješan.
Arijadna, Minosova kći, zaljubila se u Tezeja i pomogla mu da izađe iz Labirinta davši mu klupko vune kojim je slijedio vlastiti trag. Tezej je ubio Minotaura magičnim mačem koji mu je dala Arijadna te je pustio ostale Atenjane iz labirinta. No, Tezej je zaboravio promijeniti crna jedra tugovanja na brodu s bijelima, te je njegov otac Egej shrvan počinio samoubojstvo. Naime, danima je gledao na pučinu, i kad je vidio crna jedna, od tuge se bacio u more koje je po njemu nazvano Egejsko more.
Minos je bio ljut što je Tezej uspio pobjeći te je zatvorio Dedala i njegova sina Ikara u Labirint ili, prema nekim izvorima, u toranj. Uspjeli su pobjeći tako što su napravili krila. No, Ikar je letio previsoko te se vosak na krilima otopio, a on je pao u more.
Druga inačica mita govori da je Minos odustao od rata jer je volio Tezeja.

### Pirit
Tezejev je najbolji prijatelj bio Pirit, lapitski princ. On je čuo priče o Tezejovoj hrabrosti, ali želio je dokaz, stoga je sjurio Tezejovu stoku s Maratona, a Tezej se zaputio u potjeru. Potom su se susreli i borili jedan s drugim. Na posljetku su bili zadivljeni borbenim umijećem onog drugog te su se zavjetovali na prijateljstvo.
Tezej i Pirit zavjetovali su se da će oženiti Zeusove kćeri. Tezej je izabrao Helenu te su je oteli namjeravajući je držati sve dok ne odraste i postane spremna za udaju. Pirit je pak izabrao Perzefonu. Otišli su s Tezejovom majkom Etrom u podzemni svijet gdje je vladao Had s Perzefonom. Had se pravio gostoljubivim, ali čim su sjeli, zmije su im se omotale oko nogu i prikovale ih. U drugoj inačici mita, kamen na kojem su sjedili narastao je i prikovao ih.
Kad je Heraklo došao u Had da obavi posljednji zadatak, oslobodio je Tezeja, ali kad je pokušao osloboditi Pirita, zatresla se zemlja te je on morao vječno ostati u Hadu. Mit govori da je Tezej, nakon što ga je Heraklo oslobodio, okrznuo bedro što je objašnjavalo takozvana slaba bedra Atenjana. Kad se Tezej vratio u Atenu, Kastor i Polideuk odveli su Helenu i Etru natrag u Spartu.

### Fedra i Hipolit
Fedra, Tezejova druga žena, rodila mu je dva sina, Demofona i Akama. Dok su oni još bili djeca, Fedra se zaljubila u Hipolita, Tezejeva sina kojeg je imao s Antiopom, amazonskom kraljicom. Hipolit je ismijao Afroditu te je ona za kaznu natjerala Fedru da se zaljubi u njega.
Druga, Euripidova inačica mita govori da je Fedrina dadilja rekla Hipolitu da se Fedra zaljubila u njega, ali da on ne smije odati tko mu je to rekao. Kako bi se osigurala da će dostojanstveno umrijeti, Fedra je pisala Tezeju da ju je Hipolit silovao prije nego što se objesio. Tezej joj je povjerovao te je iskoristio jednu od svoje tri želje koje je dobio od Posejdona. Kletva je uzrokovala da se Hipolitovi konji uplaše morskog čudovišta i da odvedu svog jahača u smrt. Artemida je poslije Tezeju rekla istinu.
Treća inačica mita govori da je Fedra rekla Tezeju da ju je Hipolit silovao, a Tezej ga je potom ubio. Fedra je zatim počinila samoubojstvo zbog grižnje savjesti jer nije htjela da Hipolit umre.
U posljednjoj inačici, Fedra je rekla Tezeju da ju je Hipolit silovao, ali nije se ubila, Dioniz je poslao divljeg bika koji je preplašio Hipolitove konje.

## Vanjske poveznice
- Tezej u grčkoj mitologiji (engl.)
- Plutarh: Theseus  Arhivirana inačica izvorne stranice od 28. srpnja 2011. (Wayback Machine) (engl.)